# Desastres em 1957
Nesta página encontrará referências aos desastres ocorridos durante o ano de 1957.

## Setembro
- 21 de Setembro - naufrágio do veleiro Pamir.
- 27 de Setembro - Erupção do Vulcão dos Capelinhos, junto à freguesia do Capelo, ilha do Faial, Açores. A erupção iniciou-se com tremores de terra com se prolongaram até ao dia 27 de Setembro, sentindo-se na ilha mais de 200 abalos, de intensidade geralmente fraca. A 27 de Setembro iniciou-se uma erupção submarina a cerca de 1 km de distância da Ponta dos Capelinhos.